# Włodzimierz Hellmann (profesor)

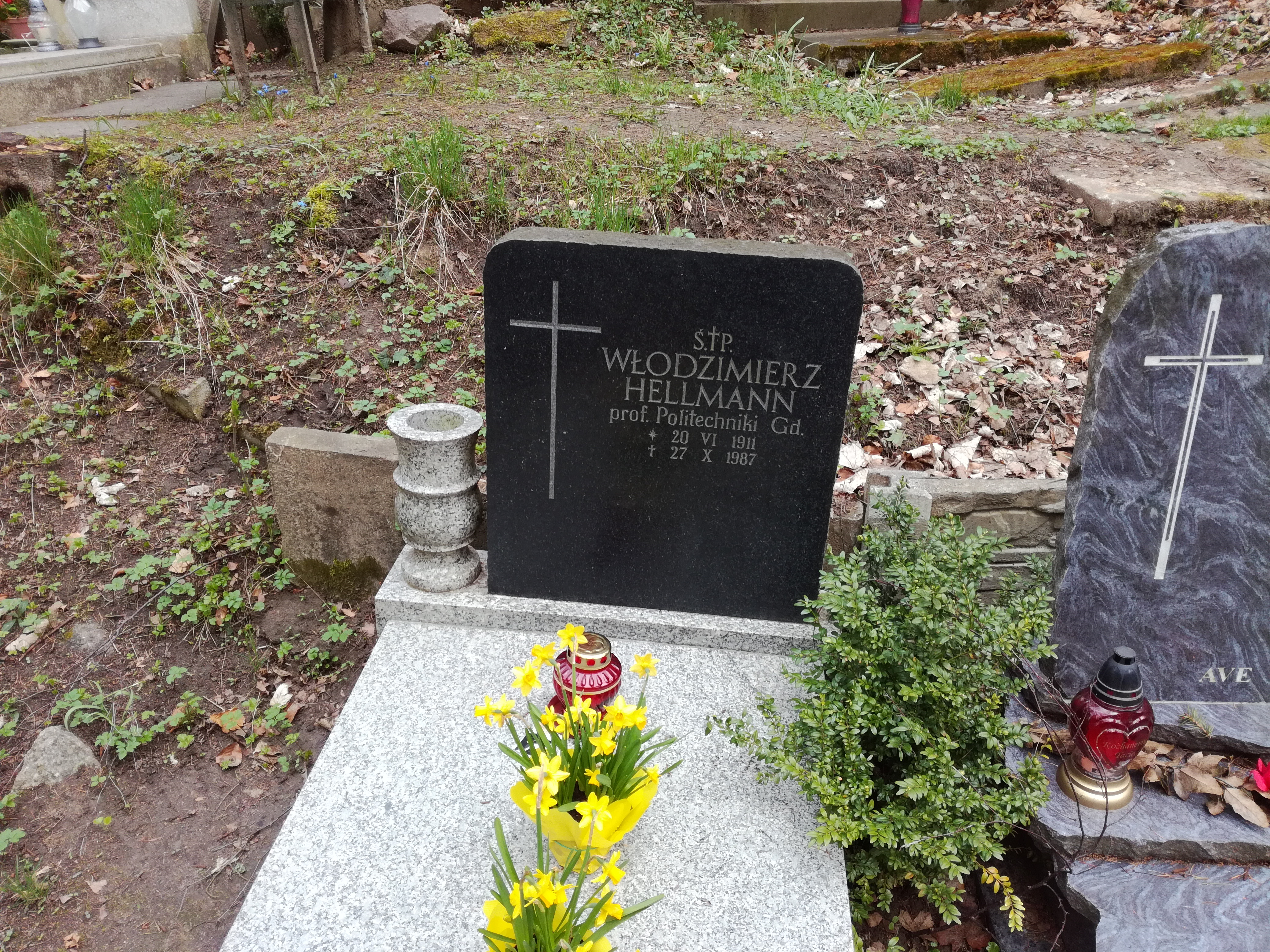
Grób profesora Włodzimierza Hellmanna na cmentarzu Srebrzysko w Gdańsku

Włodzimierz Feliks Hellmann (ur. 20 czerwca 1911 w Zakopanem, zm. 27 października 1987 w Gdańsku) – polski inżynier elektryk, specjalista w zakresie elektroenergetyki, profesor nauk technicznych.

## Życiorys
Urodził się w rodzinie Włodzimierza, pułkownika Wojska Polskiego, uczestnika akcji pod Bezdanami, i Zenobii z Dąbrowskich (1880–1965). W latach 1922–1935 działał w ZHP, był drużynowym 16. Drużyny im. Zawiszy Czarnego. W 1929 uzyskał maturę w VII Państwowym Gimnazjum Męskim im. Stanisława Staszica. Studia wyższe ukończył w 1935 na Wydziale Elektrycznym Politechniki Warszawskiej. W 1935 odbył służbę wojskową w Szkole Podchorążych Rezerwy Artylerii we Włodzimierzu Wołyńskim. W latach 1936–1938 pracował w firmie English Electric przy elektryfikacji warszawskiego węzła kolejowego, 1938–1939 w Biurze Projektów Śląskich Zakładów Elektrycznych „Ślązel” w Katowicach przy projektowaniu stacji transformatorowych 150 kV na linii PKP Górny Śląsk – Warszawa.
W szeregach 46. Dywizji Artylerii w Modlinie brał udział w obronie Warszawy we wrześniu 1939, trafił wtedy do niemieckiej niewoli, z której uciekł. Od 1 grudnia  1939 do 30 lipca 1944 pracował jako inżynier ruchu w Elektrowni Okręgowej Maurycego Potockiego w Jabłonnie. Od 1942 uczestniczył w działaniach Armii Krajowej, w stopniu porucznika ps. Bill walczył w powstaniu warszawskim. Po upadku powstania w Zakopanem kierował elektrownią wodną na Olczy.
Od 1945 pracował w Zjednoczeniu Energetycznym Okręgu Pomorskiego w Bydgoszczy, kierował odbudową i rozbudową elektrowni oraz sieci elektrycznych Pomorza i Kujaw. W 1953 został zwolniony z pracy za członkostwo w Armii Krajowej. 
Pracę naukowo-dydaktyczną na Politechnice Gdańskiej rozpoczął w 1954 w Katedrze Elektroenergetyki jako zastępca profesora, w 1957 otrzymał tytuł naukowy docenta, a w 1968 tytuł profesora nadzwyczajnego nauk technicznych. Równocześnie w roku 1954 zorganizował w Gdańsku oddział resortowego Instytutu Energetyki, którym kierował przez 18 lat. Wraz z zespołem opracował i wdrożył w polskiej energetyce oryginalne rozwiązania konstrukcyjne regulatorów napięcia dla generatorów wielkiej mocy, transformatorów i elektrofiltrów. Laureat zespołowej Nagrody Państwowej II stopnia w 1968 i 1972. 
Od 8 października 1939 był żonaty z Haliną z Ładzińskich (1914–2019). Ojciec profesora Andrzeja, specjalisty w zakresie hematologii, i Hanny po mężu Swinarskiej (ur. 1940).
Zmarł w Gdańsku, pochowany na cmentarzu Srebrzysko (rejon  V, taras II, grób 44).

## Ordery i odznaczenia[1]
- Krzyż Oficerski Orderu Odrodzenia Polski (1973)
- Krzyż Walecznych (1939)
- Złoty Krzyż Zasługi (1983)
- Srebrny Krzyż Zasługi (22 lipca 1947)[5]